# سيكورسكي إس-300
سيكورسكي إس-300 (بالإنجليزية: Sikorsky S-300)‏ هي مروحية أنتجت في 1964 بالولايات المتحدة. من صناعة هيوز للمروحيات وشفايتزر للطائرات وسيكورسكي للطائرات. ومازالت في الخدمة حتى الآن. صنع منها 2800 طائرة، وسعر الطائرة الواحدة منها هو 250,000 دولار.